# 스윙어스 (2002년 영화)
《스윙어스》(Swingers)는 네덜란드에서 제작된 스테판 브랜닝크메여 감독의 2002년 드라마, 멜로/로맨스 영화이다. 닝크 브링크하이스 등이 주연으로 출연하였고 스테판 브랜닝크메여 등이 제작에 참여하였다. 네덜란드에서 2002년 10월, 벨기에에서 2003년 개봉되었으며 저예산으로 제작되었다.

## 출연

### 주연
- 닝크 브링크하이스
- 욥 셀틴스
- 엘렌 반 데르 고흐
- 대니 데 곡

## 기타
- 배역: 노라 뮬렌스